# Szachtarśke (obwód doniecki)
Szachtarśke (ukr. Шахтарське) – wieś na Ukrainie, w obwodzie donieckim, w rejonie wołnowaskim. W 2001 liczyła 1154 mieszkańców.